# Mälarfräne
Mälarfräne (Rorippa × anceps) är en korsblommig växtart som först beskrevs av Göran Wahlenberg, och fick sitt nu gällande namn av Heinrich Gottlieb Ludwig Reichenbach. Mälarfräne ingår i släktet fränen, och familjen korsblommiga växter. Arten är reproducerande i Sverige.